# Marian Gołębiowski (1919–2015)

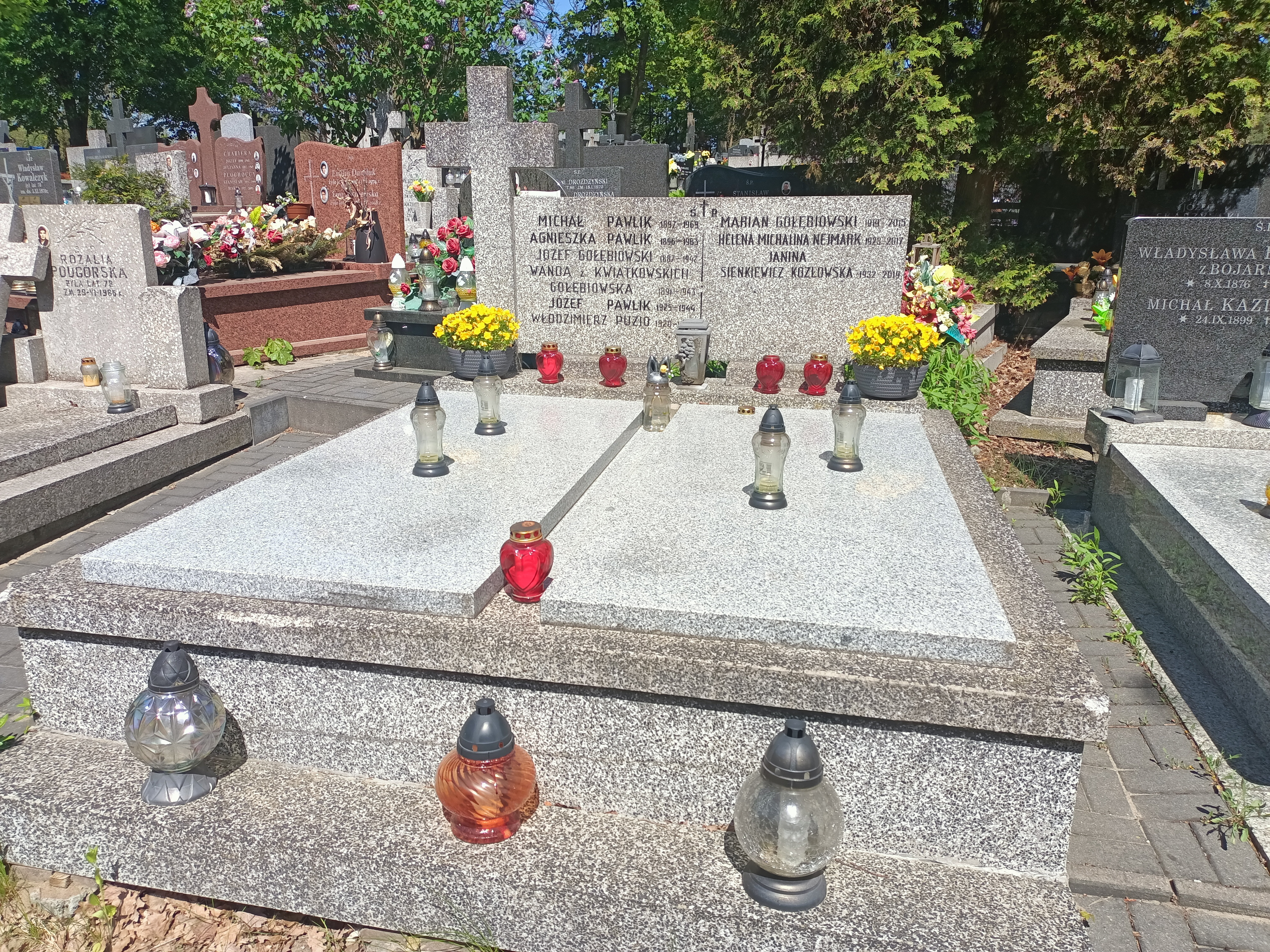
Grób Marian Gołębiowskiego na cmentarzu w Falenicy Aleksandrowie

Marian Gołębiowski (ur. 15 sierpnia 1919, zm. 23 kwietnia 2015) – polski działacz kulturalny, dyrektor Filharmonii Narodowej. Sprawiedliwy wśród Narodów Świata.
Marian Gołębiowski pochodził z Tarnopola. Zaczął we Lwowie studia prawnicze, które przerwał z powodu wybuchu wojny w 1939 r. Był uczestnikiem kampanii wrześniowej. Po kampanii zamieszkał w Nowym Sączu. W czasie okupacji niemieckiej niósł pomoc Polakom żydowskiego pochodzenia. Od 1942 r. ukrywał późniejszego prawnika i pisarza Uriego Hupperta oraz jego matkę Teresę ukrywających się pod nazwiskiem Haleccy. Gołębiowski pomógł również swojej szkolnej koleżance i jej mężowi Bernardowi Ingramowi, ukrywając ich najpierw w Jaśle, potem zaś w Czermnej. Po wojnie Ingramowie wyemigrowali do Australii.
W 1989 r. został wyróżniony tytułem Sprawiedliwy wśród Narodów Świata. Był przewodniczącym Sądu Koleżeńskiego Polskiego Towarzystwa Sprawiedliwych Wśród Narodów Świata. W latach 1959–1985 był dyrektorem Filharmonii Narodowej. Zmarł 23 kwietnia 2015 r. Spoczął na cmentarzu parafialnym w Aleksandrowie.

## Wybrane odznaczenia
- Krzyż Komandorski Orderu Odrodzenia Polski (2008 - M.P. z 2009, nr 27, poz. 371)
- Medal Sprawiedliwy wśród Narodów Świata